# Luismi
Luis Miguel Sánchez Benítez (Puerto Serrano, Cádiz, Andalucía, España, 5 de mayo de 1992), conocido como Luismi, es un futbolista español que juega de centrocampista en el Málaga C. F. de la Segunda División de España.

## Biografía
Comenzó a jugar en las categorías juveniles del Sevilla Fútbol Club. En 2011 hizo su debut en la filial Sevilla Fútbol Club "C" de Tercera División de España.
Seguidamente, en junio de 2012, firmó su primer contrato profesional con el Sevilla Atlético Club para la temporada 2012-13 en Segunda División B.
El 11 de noviembre de ese año durante una victoria 1-0 ante el Real Jaén, sufrió una lesión y se llegó a romper dos huesos del cráneo, por lo que tuvo que ser operado de urgencia y permaneció ingresado en Unidad de Cuidados Intensivos, lo que le obligó a estar retirado durante un año entero. Ya al año siguiente cuando se recuperó, el 31 de marzo de 2014 comenzó a jugar de nuevo con el mismo club.
Al mismo tiempo que jugaba en el equipo "B", el 1 de febrero de ese mismo año fue llamado por el entrenador Unai Emery del primer equipo, para sustituir en un partido de La Liga contra el Málaga C. F. al jugador Juan Cala que se marchó al equipo galés Cardiff City . También fue sustituto para el partido del 8 de marzo contra la Unión Deportiva Almería y estuvo en el banquillo en más de alguna otra ocasión.
El 3 de julio de ese año firmó un nuevo contrato de dos años con el Sevilla Atlético de "Segunda B", pero también siguió como jugador reserva del primer equipo, donde estuvo en el banquillo el 12 de agosto, en la derrota por 0-2 de la Supercopa de Europa 2014 ante el Real Madrid C. F. en el Cardiff City Stadium. Luego, el 23 de agosto, en sustitución de Vicente Iborra jugó desde el minuto 80 de un empate 1-1 en casa contra el Valencia C. F.
Posteriormente el 30 de julio de 2015, firmó un contrato con el primer equipo del Sevilla F. C. para la temporada 2015-16 de Primera División. Fue incluido definitivamente en el primer equipol y se le asignó el dorsal número 16.
El 29 de junio de 2016 fichó por dos temporadas con el Real Valladolid tras no renovar su contrato con el Sevilla F. C.
En enero de 2020 el conjunto vallisoletano lo cedió al Real Oviedo hasta final de temporada. En septiembre se desvinculó del Real Valladolid C. F. y firmó por dos temporadas con el Elche C. F. Completó una de ellas y regresó al Real Oviedo en agosto de 2021 firmando un contrato de dos años con opción a un tercero.
El 19 de julio de 2024 se hizo oficial su fichaje por el Málaga C. F.

## Clubes
Actualizado a 25 de mayo de 2025.
| Club                            | Div.          | Temporada     | Liga  | Liga  | Copas nacionales | Copas nacionales | Total | Total |
| Club                            | Div.          | Temporada     | Part. | Goles | Part.            | Goles            | Part. | Goles |
| ------------------------------- | ------------- | ------------- | ----- | ----- | ---------------- | ---------------- | ----- | ----- |
| Sevilla F. C. "C" · España      | 3.ª           | 2011-12       | 27    | 0     | —                | —                | 27    | 0     |
| Sevilla F. C. "C" · España      | Total club    | Total club    | 27    | 0     | —                | —                | 27    | 0     |
| Sevilla Atlético · España       | 2.ª B         | 2012-13       | 15    | 0     | —                | —                | 15    | 0     |
| Sevilla Atlético · España       | 2.ª B         | 2013-14       | 27    | 0     | —                | —                | 27    | 0     |
| Sevilla Atlético · España       | 2.ª B         | 2014-15       | 30    | 0     | —                | —                | 30    | 0     |
| Sevilla Atlético · España       | Total club    | Total club    | 72    | 0     | —                | —                | 72    | 0     |
| Sevilla F. C. · España          | 1.ª           | 2014-15       | 1     | 0     | —                | —                | 1     | 0     |
| Sevilla F. C. · España          | 1.ª           | 2015-16       | 0     | 0     | 2                | 0                | 2     | 0     |
| Sevilla F. C. · España          | Total club    | Total club    | 1     | 0     | 2                | 0                | 3     | 0     |
| Real Valladolid C. F. · España  | 2.ª           | 2016-17       | 4     | 0     | 3                | 0                | 7     | 0     |
| Gimnástic de Tarragona · España | 2.ª           | 2016-17       | 14    | 1     | —                | —                | 14    | 1     |
| Gimnástic de Tarragona · España | Total club    | Total club    | 14    | 1     | —                | —                | 14    | 1     |
| Real Valladolid C. F. · España  | 2.ª           | 2017-18       | 29    | 3     | 1                | 0                | 30    | 3     |
| Real Valladolid C. F. · España  | 1.ª           | 2018-19       | 0     | 0     | 2                | 0                | 2     | 0     |
| Real Valladolid C. F. · España  | 1.ª           | 2019-20       | 0     | 0     | 1                | 0                | 1     | 0     |
| Real Valladolid C. F. · España  | Total club    | Total club    | 33    | 3     | 7                | 0                | 40    | 3     |
| Real Oviedo · España            | 2.ª           | 2019-20       | 19    | 1     | —                | —                | 19    | 1     |
| Elche C. F. · España            | 1.ª           | 2020-21       | 11    | 0     | 2                | 0                | 13    | 0     |
| Elche C. F. · España            | Total club    | Total club    | 11    | 0     | 2                | 0                | 13    | 0     |
| Real Oviedo · España            | 2.ª           | 2021-22       | 32    | 1     | 1                | 0                | 33    | 1     |
| Real Oviedo · España            | 2.ª           | 2022-23       | 31    | 1     | 2                | 0                | 33    | 1     |
| Real Oviedo · España            | 2.ª           | 2023-24       | 24    | 0     | 0                | 0                | 24    | 0     |
| Real Oviedo · España            | Total club    | Total club    | 106   | 3     | 3                | 0                | 109   | 3     |
| Málaga C. F. · España           | 2.ª           | 2024-25       | 30    | 0     | 0                | 0                | 30    | 0     |
| Málaga C. F. · España           | Total club    | Total club    | 30    | 0     | 0                | 0                | 30    | 0     |
| Total carrera                   | Total carrera | Total carrera | 294   | 7     | 14               | 0                | 308   | 7     |

(Incluye partidos de 1.ª, 2.ª, 2.ªB, 3.ª, Copa del Rey y promociones de ascenso)